# Slavsta
Slavsta är en stadsdel i östra Uppsala. Bebyggelsen består mest av villor och låga flerfamiljshus. Området växer snabbt mot nya E4. Namnet Slavsta har veterligt inte tolkats av någon ortnamnsforskare (SOFI, ortnamnsexperter). Det äldsta skriftliga belägget för Slavsta är daterat 1349, då kallades det "in Slauastum". Namnets betydelse är okänd.